# Моррисон, Равел
Раве́л Ра́йан Мо́ррисон (англ. Ravel Ryan Morrison; родился 2 февраля 1993, Манчестер) — английский и ямайский футболист, полузащитник сборной Ямайки. Воспитанник молодёжной академии «Манчестер Юнайтед».

## Клубная карьера

### «Манчестер Юнайтед»
Уроженец Манчестера, Равел Моррисон был обнаружен тренером молодёжного состава «Манчестер Юнайтед» Филом Броганом. В 2009 году он подписал молодёжный контракт с клубом, а 2 февраля 2010 года, на свой 17-й день рождения, подписал профессиональный контракт.
Моррисон дебютировал в основном составе «Юнайтед» 26 октября 2010 года в матче Кубка Футбольной лиги против «Вулверхэмптона», который завершился победой «красных дьяволов» со счётом 3:2. 20 апреля 2011 года стал автором первого гола в матче против «Челси» в полуфинале Молодёжного кубка Англии. Матч завершился победой резервистов «Юнайтед» со счётом 4:0. Во втором финальном матче Молодёжного кубка Моррисон сделал «дубль» в ворота «Шеффилд Юнайтед», а манчестерский клуб стал обладателем трофея.
В сезоне 2011/12 Моррисон сыграл в двух матчах Кубка Футбольной лиги. В январе 2012 года «Манчестер Юнайтед» сообщил об отказе от предложения о трансфере Моррисона в «Ньюкасл Юнайтед», несмотря на окончание контракта с футболистом в июне 2012 года.

### «Вест Хэм Юнайтед»
31 января 2012 года Моррисон был продан в клуб Чемпионшипа «Вест Хэм Юнайтед», подписав с лондонским клубом контракт сроком в три с половиной года. За продажу игрока «Манчестер Юнайтед» получил 650 тысяч фунтов стерлингов. Так же, по условиям контракта, бывший клуб Моррисона получал по 25 тысяч фунтов за каждое появление игрока в основе «Вест Хэма». 17 марта 2012 года Равел дебютировал в составе «Молотобойцев», заменив Джека Коллисона на 81-й минуте матча с «Лидс Юнайтед».

#### «Бирмингем Сити» (аренда)

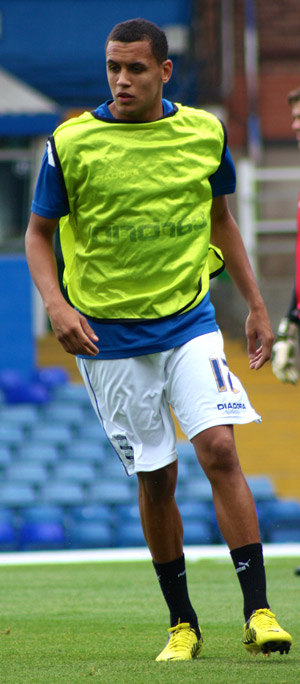
Моррисон в предсезонном матче за «Бирмингем Сити» в 2012 году

Главный тренер «Вест Хэма» Сэм Эллардайс решил что Равелу нужно больше игровой практики. Поэтому сезон 2012/13 он провёл в аренде в клубе «Бирмингем Сити». В новом клубе Моррисон дебютировал 14 августа 2012 года, сыграв 78 минут в матче Кубка Лиги с «Барнетом», завершившимся со счётом 5:1 в пользу бирмингемцев. Спустя 4 дня Равел вышел в стартовом составе в первом матче сезона с «Чарльтоном» (1:1). После этого у Моррисона начались проблемы с тренировками и тренер команды Ли Кларк хотел прервать его аренду. Однако, в октябре, Равел вернулся в команду блестяще сыграв против лидера чемпионата «Лестера». 17 ноября Равел забил свой первый гол за «Бирмингем» в ворота «Халл Сити», который не спас его команду от поражения 2:3.

#### Возвращение в «Вест Хэм»
Перед началом сезона 2013/14 вернулся в «Вест Хэм», получив футболку с номером «15» и указанием лишь своего имени, Ravel, на спине. Моррисон забил свой первый гол за «Вест Хэм» впервые выйдя в стартовом составе, 27 августа 2013 года, в матче Кубка Лиги с клубом «Челтнем Таун» (2:1). 21 сентября выйдя в стартовом составе, Моррисон забил свой первый гол в английской Премьер-Лиге в матче «Эвертоном», завершившимся поражением со счётом 2:3. 6 октября Равел отличился ещё одним забитым голом, на этот раз завершив разгром «Тоттенхэма» на «Уайт Харт Лейн» со счётом 3:0.

### «Лацио»
В конце января 2015 года Моррисон подписал 4-летний контракт с римским «Лацио», однако выступать за римлян игрок смог начать лишь с началом сезона 2015/16.

### «Эстерсунд»
Разорвав зимой 2019 года контракт с «Лацио», перешёл в шведский «Эстерсунд».

### «Дерби Каунти»
7 августа 2021 года Моррисон подписал однолетний контракт с «Дерби Каунти».

### «Ди Си Юнайтед»
21 июля 2022 года Моррисон перешёл по свободному трансферу в клуб MLS «Ди Си Юнайтед», подписав контракт до конца сезона 2023 с опцией продления на сезон 2024. В высшей лиге США дебютировал 31 июля в матче против «Орландо Сити». 28 августа в матче против «Атланты Юнайтед» забил свой первый гол в MLS. Перед стартом сезона 2023 главный тренер Уэйн Руни вывел Моррисона из состава «Ди Си Юнайтед».

## Карьера в сборной
Моррисон выступал за сборные Англии до 16, до 17, до 18 лет и до 21 года.

## Статистика выступлений
| Клуб                    | Сезон            | Лига | Лига | Кубок Англии | Кубок Англии | Кубок лиги | Кубок лиги | Еврокубки | Еврокубки | Прочие | Прочие | Итого | Итого |
| Клуб                    | Сезон            | Игры | Голы | Игры         | Голы         | Игры       | Голы       | Игры      | Голы      | Игры   | Голы   | Игры  | Голы  |
| ----------------------- | ---------------- | ---- | ---- | ------------ | ------------ | ---------- | ---------- | --------- | --------- | ------ | ------ | ----- | ----- |
| Манчестер Юнайтед       | 2010/11          | 0    | 0    | 0            | 0            | 1          | 0          | 0         | 0         | 0      | 0      | 1     | 0     |
| Манчестер Юнайтед       | 2011/12          | 0    | 0    | 0            | 0            | 2          | 0          | 0         | 0         | 0      | 0      | 2     | 0     |
| Манчестер Юнайтед       | Итого            | 0    | 0    | 0            | 0            | 3          | 0          | 0         | 0         | 0      | 0      | 3     | 0     |
| Вест Хэм Юнайтед        | 2011/12          | 1    | 0    | 0            | 0            | 0          | 0          | 0         | 0         | 0      | 0      | 1     | 0     |
| Вест Хэм Юнайтед        | 2012/13          | 0    | 0    | 0            | 0            | 0          | 0          | 0         | 0         | 0      | 0      | 0     | 0     |
| Вест Хэм Юнайтед        | 2013/14          | 15   | 3    | 0            | 0            | 3          | 2          | 0         | 0         | 0      | 0      | 18    | 5     |
| Вест Хэм Юнайтед        | Итого            | 16   | 3    | 0            | 0            | 3          | 2          | 0         | 0         | 0      | 0      | 19    | 5     |
| Бирмингем Сити (аренда) | 2012/13          | 27   | 3    | 2            | 0            | 1          | 0          | 0         | 0         | 0      | 0      | 30    | 3     |
| Бирмингем Сити (аренда) | Итого            | 27   | 3    | 2            | 0            | 1          | 0          | 0         | 0         | 0      | 0      | 30    | 3     |
| Всего за карьеру        | Всего за карьеру | 43   | 6    | 2            | 0            | 7          | 2          | 0         | 0         | 1      | 0      | 52    | 8     |